# Deutsche Angestellten-Gewerkschaft
De Deutsche Angestellten-Gewerkschaft (DAG) was een Duitse vakbond.

## Historiek
De DAG ontstond uit de fusie van vijf bediendevakbonden uit de drie bezettingszones die later de Bondsrepubliek Duitsland gingen vormen. Het stichtingscongres vond plaats op 12 en 13 april 1949 te Bad Cannstatt. Naast afgevaardigden van de gelijknamige voorloper van de DAG uit Hamburg, namen ook vertegenwoordigers van de Landes-Gewerkschaft Hessen, Banken und Versicherungen (Frankfurt am Main), de Angestelltenverband Bayern (München), de Angestellten-Verband Württemberg-Baden (Stuttgart) en de Landesvereinigung der Gewerkschaften der Angestellten in der französischen Zone Badens uit de Franse bezettingszone in Duitsland deel aan dit congres. De bedienden uit West-Berlijn sloten aan in 1950, die van Saarland in 1957.
In 2001 fuseerde deze vakcentrale met de Deutsche Postgewerkschaft (DPG), Gewerkschaft Handel, Banken und Versicherungen (HBV), Gewerkschaft Öffentliche Dienste, Transport und Verkehr (ÖTV) en IG Medien in Vereinte Dienstleistungsgewerkschaft (ver.di).

## Structuur
De hoofdzetel was gelegen op het Johannes-Brahms-Platz te Hamburg. De eerste voorzitter was Fritz Rettig, de laatste Roland Issen.

### Bestuur
| Tijdspanne  | Voorzitter      |
| ----------- | --------------- |
| 1949 - 1959 | Fritz Rettig    |
| 1959 - 1960 | Georg Schneider |
| 1960 - 1967 | Rolf Spaethen   |
| 1967 - 1987 | Hermann Brandt  |
| 1987 - 2001 | Roland Issen    |